# たいしくん
たいしくんは、日本の飛鳥時代の皇族・聖徳太子をモチーフにした大阪府太子町のマスコットキャラクター。1992年にデビューした初代と、2009年にデビューした公式デザインが存在する。

## デザイン

初代たいしくん（飛び出し坊や）

初代たいしくんは法隆寺献納宝物の聖徳太子像がモデルとされヒゲを生やした姿だったのに対し、新しい公式デザインは聖徳太子をモチーフにしているもののヒゲのない若々しいものになっている。
太子町は公式デザインの公募の際にたいしくんのイメージとして、「親しみやすい」、「ふるさと太子への愛着がわく」、「元気を感じさせる」などを挙げていた。公式デザインの原案者によると、若い女性が携帯のストラップにつけられるようなデザインを意識したという。デザインの著作権は太子町に帰属することになっており、また、「たいしくん」は商標登録が出願されている。

## 経緯
1992年、太子町発行の観光イラストマップで名所の案内人として初代たいしくんがデビュー。以降、町のホームページや交通安全看板などで使用されてきた。しかし、初代たいしくんには公式のデザインガイドラインなどが定められておらず、委託業者や担当部署がその都度ごとにデザインしていたため、細部が微妙に異なるたいしくんが6種類ほど存在することになり、住民の混乱を招いていた。また、太子町側が著作権を持っておらず、地元の民間業者が自由に使えないという問題も生じていた。
初代たいしくんには以上の問題があったこともあり、ゆるキャラブームにあやかり、町おこしをかねて2009年に公式デザイン案を公募することになった。募集期間は同年の6月1日から7月31日で合計662点の応募があり、太子町マスコットキャラクター選考審査委員会による一次選考で5作品にしぼられ、役場や学校で同年9月7日から24日にかけて人気投票が行われた結果、大阪芸術大学芸術学部キャラクター造形学科の学生の作品が最優秀賞に決定した。
2010年1月11日に太子町立万葉ホールで開催された太子町の成人式において、たいしくんの着ぐるみがお披露目され、太子町の観光大使に任命された。